# Кравець (картина)
«Кравець» або «У кравця» (італ. Il sarto) — картина італійського живописця П'єтро Лонгі (1702—1785), представника венеційської школи. Створена приблизно у 1741 році. З 1838 року зберігається в колекції Галереї Академії у Венеції.

## Опис
На картині зображений інтер'єр дворянського будинку, в який кравець приніс дамі на примірку нову сукню. Зображення на стіні прокуратора Нікколо Веньєра вказує на те, що це сімейний портрет: жінка — це дружина брата Нікколо, дівчинка, що грається з песиком, — її донька Марія, якій на час написання картини було 5 або 6 років. Дівчинка, на відміну від матрони на другому плані, не звертає уваги на процес примірки. Несміливий жест жінки, приємно здивованої виглядом розкішної сукні, зображений у повільному ритмі тканини: парча або шовкова камчаста тканина, заткана яскравими кольорами по французькій моді середини століття, яку наслідували у венеційських мануфактурах.
Жінка, що сидить — це Самаратіна Дольфін, яка у 1736 році стала дружиною Джироламо Веньєра, брата Нікколо. Її донька Марія у 1758 році стала дружиною Алоїзія Контаріні. Їхній син Джироламо Контаріні цю та інші полотна Лонгі подарував Галереї Академії. На стіні зображено портрет Нікколо Веньєра, який був обраний прокуратором у 1740 році. Завдяки цій даті на гравюрі Марко Піттері вдалося встановити спадкову належність, яка привела її до колекції Джироламо Контаріні.
Картина, разом з іншими роботами Лонгі, є наглядним свідченням життя венеційських патриційок. Художник ретельно змальовує деталі, скрупульозно зображуючи предмети: у кімнаті, де розгортається сцена, у лівому куті полотна зображений камін, що нагадує паризькі зразки у стилі Людовика XIV.